# To the Ends of the Earth
To the Ends of the Earth es una película de cine negro y de suspenso estadounidense de 1948 dirigida por Robert Stevenson y protagonizada por Dick Powell, Signe Hasso y Ludwig Donath. Fue estrenada por Columbia Pictures.

## Trama
En 1935, el agente de narcóticos de los Estados Unidos Michael Barrows (Powell) es asignado para encontrar un carguero no identificado sospechoso de contrabando de drogas. Cuando él y la Guardia Costera lo ven a lo largo de la costa de California, lo persiguen. Barrows observa impotente a través de binoculares como el capitán del carguero tiene unos cien trabajadores esclavos encadenados arrojados por la borda para ahogarse. El barco escapa pasando más allá del límite de 12 millas y entrando en aguas internacionales. Horrorizado por lo que ha visto, Barrows determina romper el anillo de narcóticos – viajando "hasta los confines de la Tierra" si es necesario – sin antes despejarlo con su jefe, el comisionado H. J. Anslinger (interpretado por el verdadero Harry J. Anslinger).
El sendero lo lleva a Shanghai, donde su homólogo chino, el comisionado Lum Chi Chow (Vladimir Sokoloff), ha obtenido información de un hombre moribundo. El hombre había escapado de una banda de esclavos que cultivaban amapolas en algún lugar de Egipto. Lum Chi Chow cree que una vez que las amapolas se cosechen en los próximos días, serán contrabandeadas a Shanghai para su procesamiento final. La sospecha recae sobre Nicholas Sokim (Ludwig Donath), ya que tiene antecedentes penales, pero afirma haber estado fuera del negocio de las drogas durante muchos años. Durante su investigación, Barrows conoce a la reciente viuda Ann Grant (Signe Hasso), quien se está preparando para enviar a la adolescente china huérfana Shu Pan Wu (Maylia) a la seguridad de los Estados Unidos. Cuando se descubre un laboratorio de procesamiento de drogas debajo del negocio de Sokim, Sokim se suicida.
Con el tiempo agotándose, y el sendero se enfría, Barrows viaja a Egipto para buscar los campos de amapola ocultos. Allí, se une al comisionado británico Lionel Hadley (un Vernon Steele no acreditado) y al comisionado francés Lariesier (Marcel Journet). Lograron localizar los campos de amapola en tierras pertenecientes a Binda Sha (Fritz Leiber). Barrows se molesta al enterarse de que el sistema de riego para los campos fue creado por el difunto esposo ingeniero de Ann Grant. Cuando Binda Sha se da cuenta de que ha sido atrapado, se lanza por un acantilado a su muerte.
Mientras tanto, las drogas sin procesar son contrabandeadas a Beirut en los estómagos de los camellos. Los camellos son sacrificados y las drogas recuperadas. Un agente de alerta los ve siendo transferidos a contenedores de mantequilla de aspecto inocente enviados a bordo de un barco con destino a Nueva York a través de La Habana bajo la atenta mirada de Naftalie Vrandstadter (un Ivan Triesault no acreditado).
Barrows aborda el barco y una vez más se encuentra con Ann Grant y Shu Pan Wu; este último parece haber desarrollado un enamoramiento colegiala para él. A medida que se acercan a Nueva York, las drogas desaparecen al amparo de un incendio, a pesar de la vigilancia de los agentes plantados de Barrows. Barrows se da cuenta de que fueron arrojados por la borda unidos a pesas. Las cuerdas se tratan para que se separen después de un cierto tiempo, permitiendo que los medicamentos resurjan y sean recogidos. Barrows convoca a la Guardia Costera, que captura el barco de la banda de narcotraficantes y las drogas. Toma los paquetes recuperados y se dirige a la orilla con Ann y Shu Pan Wu. Shu Pan Wu roba un revólver y ordena a la tripulación navegar a un lugar diferente. Cuando Barrows avanza sobre ella, ella le dispara sin dudarlo, sin embargo, el arma está cargada de balas de fogueo, ya que el agente del tesoro había sospechado de ella. Shu Pan Wu resulta ser el líder adulto del ring.

## Reparto
- Dick Powell como el comisario Michael Barrows
- Signe Hasso como Ann Grant
- Maylia como Shu Pan Wu
- Ludwig Donath como Nicholas Sokim
- Vladimir Sokoloff como Commissioner Lum Chi Chow
- Edgar Barrier como Grieg
- John Hoyt como Bennett
- Marcel Journet como el comisario Lariesier
- Luis Van Rooten como Alberto Berado
- Fritz Leiber como Binda Sha
- Michael Raffetto – profesor Salim (sin acreditar)

## Recepción
Cuando la película se estrenó, Thomas M. Pyror de The New York Times le dio una revisión mixta, y escribió: "To the Ends of the Earth, a pesar de toda la austeridad periodística de sus secuencias introductorias dentro de la división de narcóticos del Departamento del Tesoro y en la mesa del consejo de las Naciones Unidas en Lake Success, es predominantemente una historia de policías y ladrones que se basa demasiado en la violencia física para impresionar. Desafortunadamente, esto aumenta el sabor sintético de la imagen y explica en gran medida la naturaleza actitudinizada del desarrollo de la historia que disminuye su impacto dramático general... El autor de todo esto, Sr. Kennedy, ha inventado un juego de pantalla muy involucrado y complicado que brilla y chisporrotea en cuanto a la eficacia dramática va, y por lo tanto impone una mirada promedio sobre una imagen que, con un poco más de ingenio, fácilmente podría haber sido distintivo."
Al personal de TV Guide le gustó la película y escribió: "Un semidocumental fascinante y trotamundos sobre los males de los narcotraficantes, específicamente aquellos que intentan contrabandear opio a las costas de los Estados Unidos... El factor principal en el éxito de la película como una película de aventuras es el enfoque documental realista."
La película se estrenó el 12 de febrero de 1948 y fue la película número uno en la taquilla de Estados Unidos para la semana.